# Emma xứ Waldeck và Pyrmont
Emma xứ Waldeck và Pyrmont (tên đầy đủ: Adelheid Emma Wilhelmina Theresia; 2 tháng 8 năm 1858 – 20 tháng 3 năm 1934). Là Vương hậu Hà Lan và Đại công tước phu nhân xứ Luxembourg khi bà trở thành vợ thứ hai của Vua Willem III của Hà Lan kiêm Đại công tước xứ Luxembourg. Trong suốt cuộc hôn nhân với Nhà vua bà với Willem III chỉ có một người con gái là Vương nữ Wilhelmina người sau này trở thành Nữ vương Hà Lan. Emma đã từng trở thành nhiếp chính cho con gái bà từ năm 1890 đến năm 1898.

## Thân thế
Emma sinh ra trở thành Thân vương nữ của Thân vương quốc Waldeck và Pyrmont và chào đời vào ngày 2 tháng 8 năm 1858 tại Lâu đài Arolsen hiện nay thuộc Bad Arolsenl thủ đô của thân vương quốc Waldeck và Pyrmont, Đế quốc Đức. Cô là con gái thứ tư của George Victor xứ Waldeck và Pyrmont, và Helena xứ Nassau-Weilburg. Anh trai của bà là Friedrich, Thân vương xứ Waldeck và Pyrmont là Thân vương cuối cùng trị vì xứ Waldeck và Pyrmont. Em gái của bà Helen xứ Waldeck và Pyrmont là vợ của Vương tử Leopold, Công tước xứ Albany con trai của Nữ vương Victoria của Anh.

## Vương hậu Hà Lan

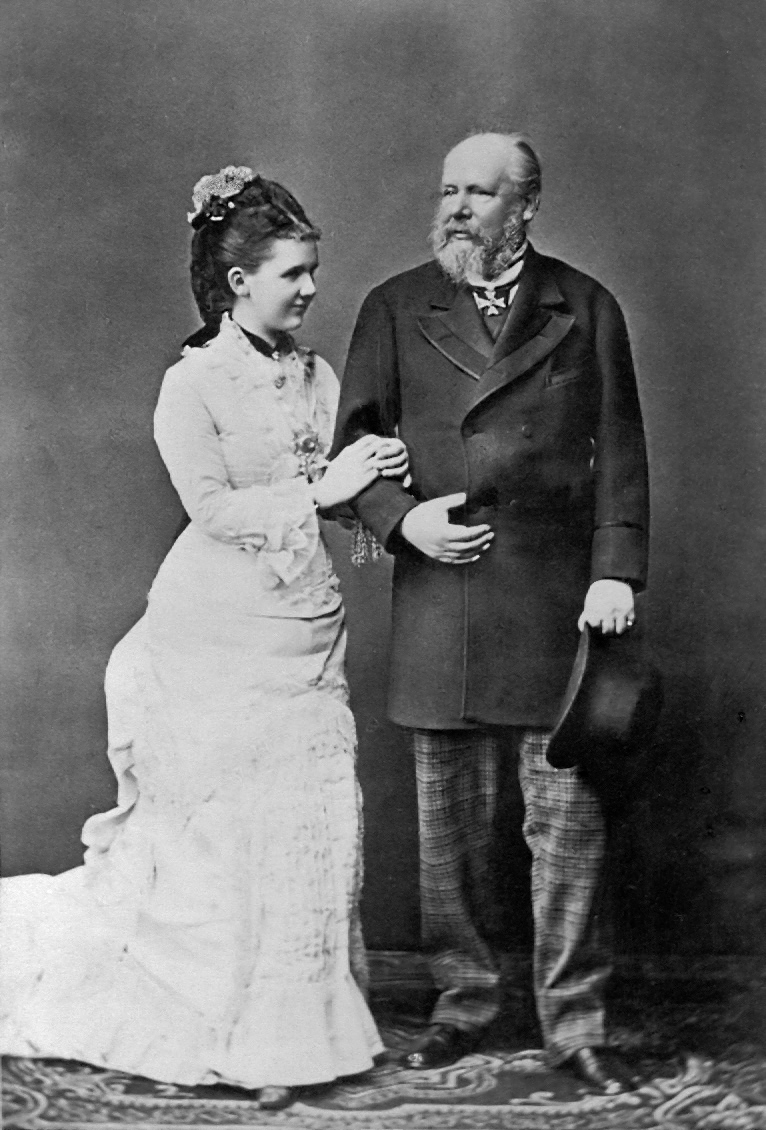
vua Willem III (phải) và vương hậu Emma (trái)

Emma kết hôn với vua Willem III với khi nhà vua ở độ tuổi xế chiều, ngụ tại Lâu đài Arolsen vào ngày 7 tháng 1 năm 1879 sau hai năm qua đời của người vợ cả là Vương hậu Sophie của Württemberg. Đức vua sinh năm 1817 lớn hơn Emma bốn mươi mốt tuổi, quả thật ba cậu con trai của nhà vua với hôn nhân với vợ cả đều lớn hơn cô. Hai người con trong số ba người con trai còn sống vẫn còn sống vào thời điểm của Emma kết hôn với nhà vua.
Cuộc hôn nhân theo sự sắp đặt một phân bởi gia đình và liên minh chính trị nội bộ trong gia đình để củng cố quyền lực danh vọng gia đình, một phần nhà vua đã đến thăm Pyrmount vào năm 1878. Emma là một trong số những người con của Thân vương công quốc Đức, có triển vọng trong hôn nhân vì vị thế gia đình. Và cha mẹ cô rất ngưỡng mộ và đan xen tự hào và hy vọng con gái của họ là Vương hậu trong ngày cưới. Emma sống trong một gia đình tràn ngập tình yêu thương và đan xen một chút truyền thống và bạo thủ, đã miễn cưỡng vì cha mẹ của mình mà không hề hờn trách và hờn dỗi. Ngay sau khi kết hôn cô đã đi học luyện tập tiếng Hà Lan. 
Nhà vua có 3 cậu con trai từ cuộc hôn nhân với người vợ đầu là Vương tử 

## Thời kỳ làm Nhiếp chính

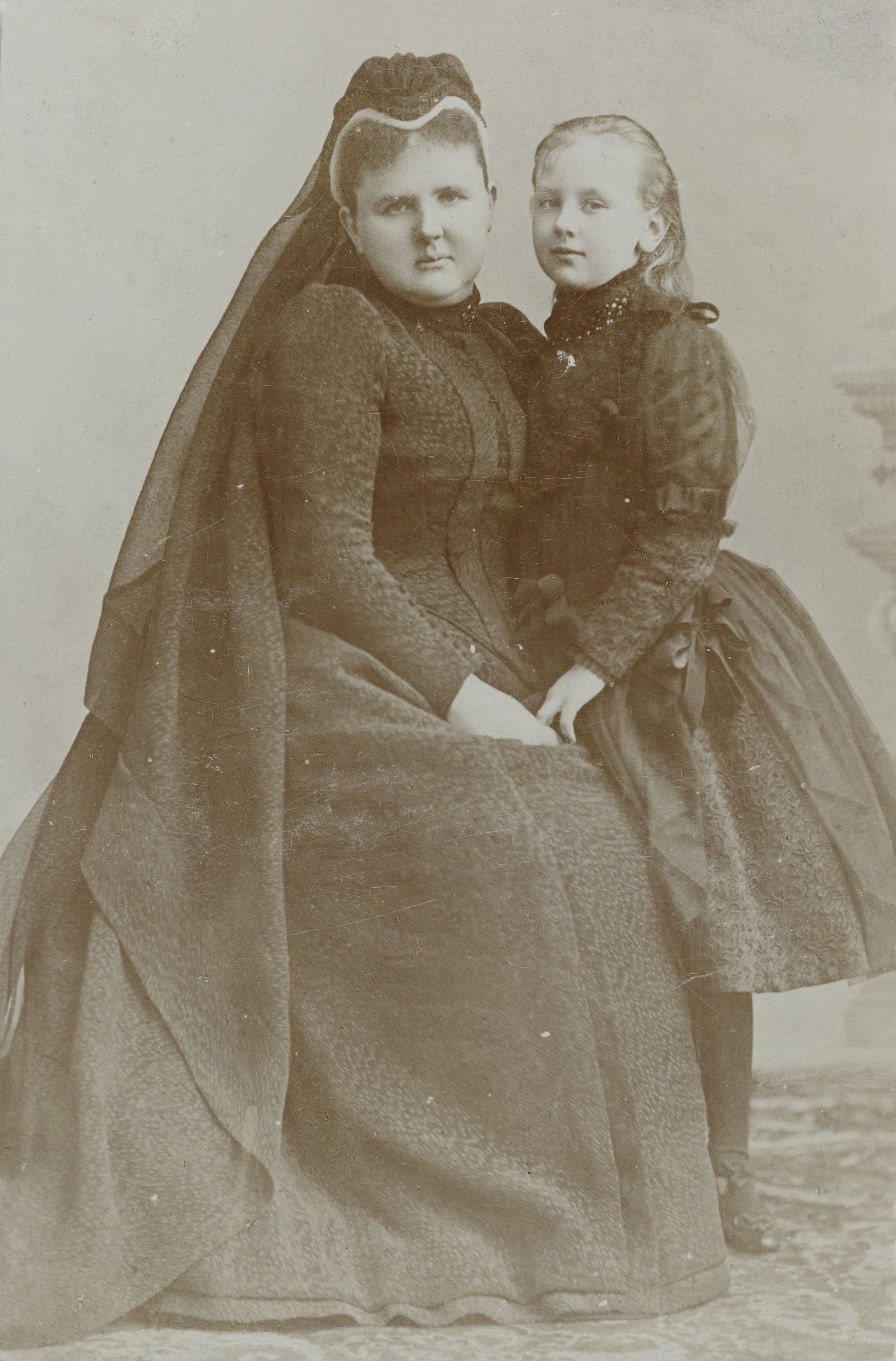
Emma và Wilhelmina vào năm 1890

Ba ngày trước khi Willem III tạ thế vào ngày 23 tháng 11 năm 1890, Emma trở thành nhiếp chính cho người chồng mất năng lực của mình. Bà tiếp tục nhiếp chính cho đến sinh nhật thứ mười tám của nữ vương Wilhelmina vào ngày 31 tháng 8 năm 1898. Đại công tước Luxembourg , theo luật Salic  phụ nữ không có quyền thừa kế ngai vàng Luxembourg, được truyền cho Adophe, Công tước Nassau, người là chú họ hàng với Emma.
Emma là người phụ nữ đầu tiên cai trị Hà Lan với vai trò nhiếp chính kể từ Vương nữ Carolina của Orange-Nassau Emma là người phụ nữ đầu tiên cai trị Hà Lan kể từ khi Cô đảm nhận vị trí nhiếp chính một cách nghiêm túc. Nhiệm vụ của cô không hề đơn giản, vì Willem đã gây phẫn nộ với nhiều chính trị gia bằng đường lối chuyên quyền của mình.Cô đã cố gắng thiết lập mối quan hệ tốt hơn giữa vương thất và giới chính trị khá nhanh chóng nhờ những cố vấn giỏi, đặc biệt là Jhr J. Röell và Jhr GCJ van Reenen.Cô gặp riêng từng bộ trưởng chính phủ ít nhất hai tuần một lần để cập nhật thông tin về mọi vấn đề chính trị Hà Lan và tuân thủ nghiêm ngặt các quy tắc của chế độ quân chủ lập hiến. Cô ấy đã sử dụng sự tin tưởng mà cô ấy có được bằng cách tôn trọng các hình thức hiến pháp và ảnh hưởng của cô ấy đối với các vấn đề chính trị mà cô ấy quan tâm, điều này dẫn đến những thỏa hiệp mà cô ấy thường cố gắng đạt được theo ý mình. Một chính khách đánh giá rằng Emma làm việc hiệu quả vì cô ấy kết hợp được ý chí mạnh mẽ với những hình thức mềm mỏng, điều mà họ lạ lẫm.
Với bổn phận vừa là nhiếp chính cho con gái là Nữ vương Wilhelmina và cô luôn dành thời gian trong công việc chính phủ và Quốc hội và thậm chí giáo dục con gái Wehilemina trong việc học tập và giúp Wehilemina làm quen với các nghi thức cai trị và lễ nghi của chế độ quân chủ lập hiến.
Tuy thách thức là thế Emma là một người phụ nữ mạnh mẽ và quyết tâm trong công việc và duy trì uy tín của vương thất Hà Lan.
Emma là người phụ nữ đã truyền cảm hứng cho rất nhiều phụ nữ ở Hà Lan bao gồm con gái nữ vương Wilhelmina và cháu ngoại nữ vương Juliana. Được biết đến là người phụ nữ đã đóng vai trò nhỏ đáng kể của Hà Lan về cách thức cai trị với tư cách nhiếp chính mềm mỏng nhưng rất thông thái. Emma luôn duy trì uy tín của vương thất Hà Lan bằng sự mạnh mẽ và quyết tâm của mình.
Cô được biết đến là người phụ nữ đa chiều trong sự đánh giá từ thần dân và đối thủ của mình nhưng vẫn được tôn kính ở Hà Lan bất chấp xuất thân từ Đức. Emma có nhiều đóng góp và thiện nguyện cho đất nước Hà Lan và sự quyết tâm và tình cảm của bản thân.
Emma được biết đến rất thích trẻ em và luôn được ghi lại trong văn hóa đại chúng với sự yêu thương và trìu mến với trẻ em và cũng rất chú trọng vào sự bình đẳng phụ nữ tại Hà Lan.

## Hậu nhiếp chính và Vương Thái hậu

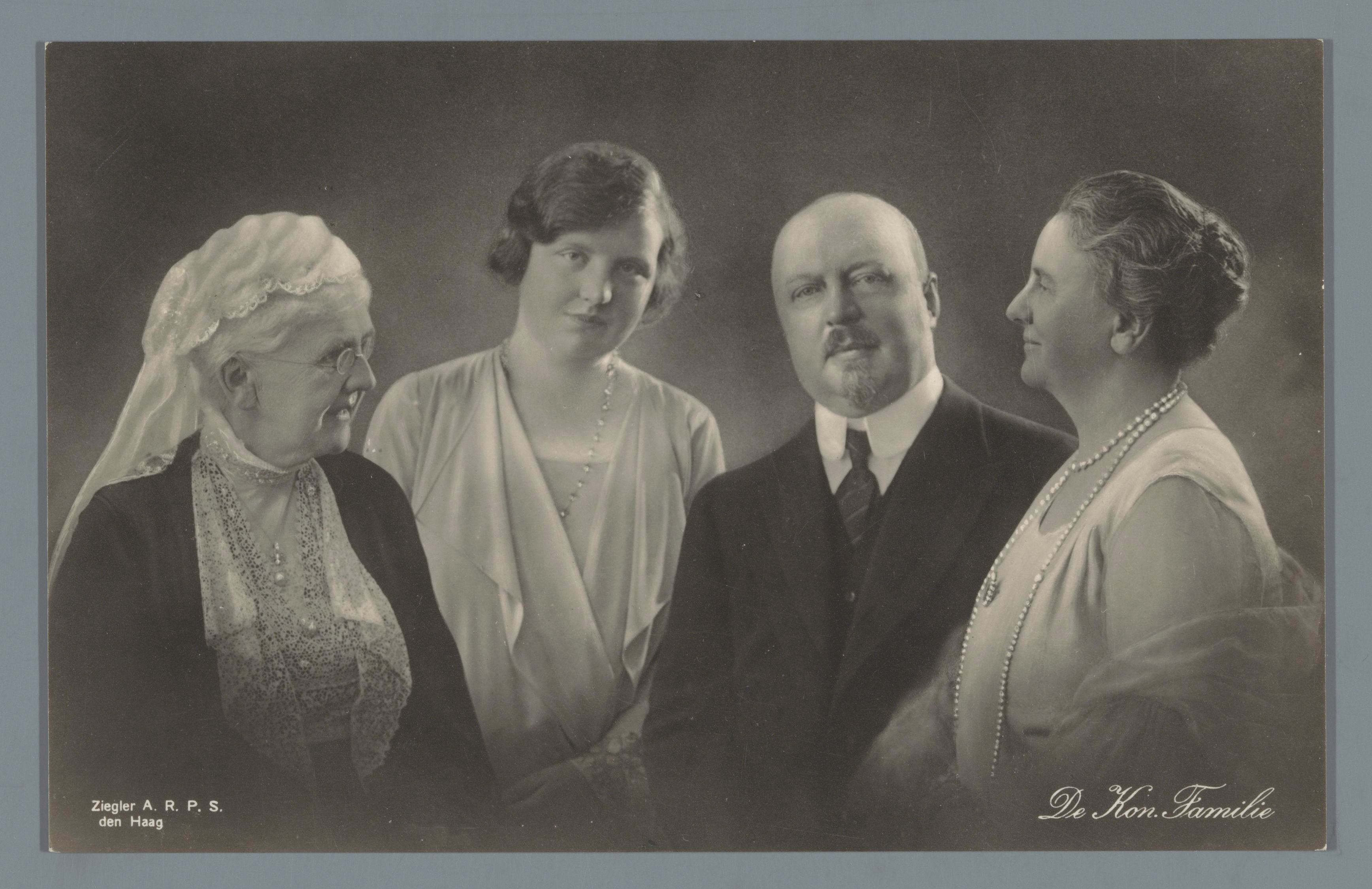
Emma, Juliana, Heinrich, và Wilhelmina vào năm 1929.

Vào ngày 31 tháng 8 năm 1898 con gái bà,  Wilhelmina  đã đủ tuổi để nắm vương quyền (lễ nhậm chức ngày 6 tháng 9) và Vương hậu Emma do đó đã rút lui khỏi quyền nhiếp chính của Hà Lan. Trong bài phát biểu chia tay với tư cách nhiếp chính, bà bày tỏ mong muốn Hà Lan sẽ tiếp tục phát triển thịnh vượng và mạnh mẽ.
Emma tiếp tục sống với con gái cho đến khi Nữ vương Wilhelmina kết hôn với Heinrich xứ Mecklenburg-Schwerin.
Sau đó bà lui đến nơi ở riêng của mình Lange Vout ở The Hague. Khi cháu gái Juliana của bà chào đời văm 1909, người ta tuyên bố rằng trong trường hợp Juliana kế vị ngai vàng khi còn nhỏ tuổi, bà ngoại Emma của cô sẽ là nhiếp chính thay vì cha cô.
Với vai trò là Vương thái hậu, Emma tiếp tục tham gia các nhiệm vụ đại diện công khai của vương thất, hỗ trợ đắc lực của con gái là Nữ vương Wilhelmina và con rể Vương phu Heinrich, đồng thời là một nhân vật công chúng nổi tiếng trong bộ đồ ren dành cho góa phụ đen của bà. Bà được mệnh danh là "Vương hậu bác ái" và đặc biệt tham gia vào việc cải thiện điều kiện sống cho những người mắc bệnh lao. Bà từ giã cuộc sống công cộng khi cháu gái Vương nữ Juliana của bà được tuyên bố là đã đủ tuổi trưởng thành và bắt đầu tham gia công việc vương thất vào năm 1927. 

## Tạ thế
Vương Thái hậu Emma tạ thế tại The Hague vào ngày 20 tháng 3 năm 1934 do biến chứng của bệnh viêm phế quản ở tuổi 75, và được chôn cất tại Delft .

## Gia phả
| \| \| \| \| \| \| \| \| \| \| \| 8. George I, Công tước của Waldeck và Pyrmont \| \| \| \| \| \| \| \| \| \| \| \| \| \| \| \| \| \| \| \| \| \| \| \| \| \| \| \| \| \| \| \| \| \| \| \| \| \| \| \| \| \| \| \| \| \| \| \| \| \| \| 4. George II, Công tước của Waldeck và Pyrmont \| \| \| \| \| \| \| \| \| \| \| \| \| \| \| \| \| \| \| \| \| \| \| \| \| \| \| \| \| \| \| \| \| \| \| \| \| \| \| \| \| \| \| \| \| \| \| \| \| \| \| \| \| \| \| \| \| \| \| \| 9. Vương nữ Augusta của Schwarzburg-Sondershausen \| \| \| \| \| \| \| \| \| \| \| \| \| \| \| \| \| \| \| \| \| \| \| \| \| \| \| \| \| \| \| \| \| \| \| \| \| \| \| \| \| \| \| \| \| \| \| \| \| \| \| \| \| \| \| \| \| \| \| \| 2. George Victor, Công tước của Waldeck và Pyrmont \| \| \| \| \| \| \| \| \| \| \| \| \| \| \| \| \| \| \| \| \| \| \| \| \| \| \| \| \| \| \| \| \| \| \| \| \| \| \| \| \| \| \| \| \| \| \| \| \| \| \| \| \| \| \| \| \| \| \| \| 10. Victor II, Công tước của Anhalt-Bernburg-Schaumburg-Hoym \| \| \| \| \| \| \| \| \| \| \| \| \| \| \| \| \| \| \| \| \| \| \| \| \| \| \| \| \| \| \| \| \| \| \| \| \| \| \| \| \| \| \| \| \| \| \| \| \| \| \| \| \| \| \| \| \| \| \| \| 5. Vương nữ Emma của Anhalt-Bernburg-Schaumburg-Hoym \| \| \| \| \| \| \| \| \| \| \| \| \| \| \| \| \| \| \| \| \| \| \| \| \| \| \| \| \| \| \| \| \| \| \| \| \| \| \| \| \| \| \| \| \| \| \| \| \| \| \| \| \| \| \| \| \| \| \| \| 11. Vương nữ Amelia của Nassau-Weilburg \| \| \| \| \| \| \| \| \| \| \| \| \| \| \| \| \| \| \| \| \| \| \| \| \| \| \| \| \| \| \| \| \| \| \| \| \| \| \| \| \| \| \| \| \| \| \| \| \| \| \| \| \| \| \| \| \| \| \| \| 1. Emma xứ Waldeck và Pyrmont \| \| \| \| \| \| \| \| \| \| \| \| \| \| \| \| \| \| \| \| \| \| \| \| \| \| \| \| \| \| \| \| \| \| \| \| \| \| \| \| \| \| \| \| \| \| \| \| \| \| \| \| \| \| \| \| \| \| \| \| 12. Frederick William, Công tước của Nassau-Weilburg \| \| \| \| \| \| \| \| \| \| \| \| \| \| \| \| \| \| \| \| \| \| \| \| \| \| \| \| \| \| \| \| \| \| \| \| \| \| \| \| \| \| \| \| \| \| \| \| \| \| \| \| \| \| \| \| \| \| \| \| 6. William, Công tước Nassau \| \| \| \| \| \| \| \| \| \| \| \| \| \| \| \| \| \| \| \| \| \| \| \| \| \| \| \| \| \| \| \| \| \| \| \| \| \| \| \| \| \| \| \| \| \| \| \| \| \| \| \| \| \| \| \| \| \| \| \| 13. Thị trưởng Louise Isabelle của Kirchberg \| \| \| \| \| \| \| \| \| \| \| \| \| \| \| \| \| \| \| \| \| \| \| \| \| \| \| \| \| \| \| \| \| \| \| \| \| \| \| \| \| \| \| \| \| \| \| \| \| \| \| \| \| \| \| \| \| \| \| \| 3. Helena của Nassau-Weilburg \| \| \| \| \| \| \| \| \| \| \| \| \| \| \| \| \| \| \| \| \| \| \| \| \| \| \| \| \| \| \| \| \| \| \| \| \| \| \| \| \| \| \| \| \| \| \| \| \| \| \| \| \| \| \| \| \| \| \| \| 14. Công tước Paul của Württemberg \| \| \| \| \| \| \| \| \| \| \| \| \| \| \| \| \| \| \| \| \| \| \| \| \| \| \| \| \| \| \| \| \| \| \| \| \| \| \| \| \| \| \| \| \| \| \| \| \| \| \| \| \| \| \| \| \| \| \| \| 7. Vương nữ Pauline của Württemberg \| \| \| \| \| \| \| \| \| \| \| \| \| \| \| \| \| \| \| \| \| \| \| \| \| \| \| \| \| \| \| \| \| \| \| \| \| \| \| \| \| \| \| \| \| \| \| \| \| \| \| \| \| \| \| \| \| \| \| \| 15. Vương nữ Charlotte của Saxe-Hildburghausen \| \| \| \| \| \| \| \| \| \| \| \| \| \| \| \| \| \| \| \| \| \| \| \| \| \| \| \| \| \| \| \| \| \| \| \| \| \| \| \| \| \| \| |                                                              |  |  |  |  |  |  |  |  |                                               |  |  |  |
| |                                                              |  |  |  |  |  |  |  |  | 8. George I, Công tước của Waldeck và Pyrmont |  |  |  |
| |                                                              |  |  |  |  |  |  |  |  |                                               |  |  |  |
| |                                                              |  |  |  |  |  |  |  |  |                                               |  |  |  |
| |                                                              |  |  |  |  |  |  |  |  |                                               |  |  |  |
| | 4. George II, Công tước của Waldeck và Pyrmont               |  |  |  |  |  |  |  |  |                                               |  |  |  |
| |                                                              |  |  |  |  |  |  |  |  |                                               |  |  |  |
| |                                                              |  |  |  |  |  |  |  |  |                                               |  |  |  |
| |                                                              |  |  |  |  |  |  |  |  |                                               |  |  |  |
| | 9. Vương nữ Augusta của Schwarzburg-Sondershausen            |  |  |  |  |  |  |  |  |                                               |  |  |  |
| |                                                              |  |  |  |  |  |  |  |  |                                               |  |  |  |
| |                                                              |  |  |  |  |  |  |  |  |                                               |  |  |  |
| |                                                              |  |  |  |  |  |  |  |  |                                               |  |  |  |
| | 2. George Victor, Công tước của Waldeck và Pyrmont           |  |  |  |  |  |  |  |  |                                               |  |  |  |
| |                                                              |  |  |  |  |  |  |  |  |                                               |  |  |  |
| |                                                              |  |  |  |  |  |  |  |  |                                               |  |  |  |
| |                                                              |  |  |  |  |  |  |  |  |                                               |  |  |  |
| | 10. Victor II, Công tước của Anhalt-Bernburg-Schaumburg-Hoym |  |  |  |  |  |  |  |  |                                               |  |  |  |
| |                                                              |  |  |  |  |  |  |  |  |                                               |  |  |  |
| |                                                              |  |  |  |  |  |  |  |  |                                               |  |  |  |
| |                                                              |  |  |  |  |  |  |  |  |                                               |  |  |  |
| | 5. Vương nữ Emma của Anhalt-Bernburg-Schaumburg-Hoym         |  |  |  |  |  |  |  |  |                                               |  |  |  |
| |                                                              |  |  |  |  |  |  |  |  |                                               |  |  |  |
| |                                                              |  |  |  |  |  |  |  |  |                                               |  |  |  |
| |                                                              |  |  |  |  |  |  |  |  |                                               |  |  |  |
| | 11. Vương nữ Amelia của Nassau-Weilburg                      |  |  |  |  |  |  |  |  |                                               |  |  |  |
| |                                                              |  |  |  |  |  |  |  |  |                                               |  |  |  |
| |                                                              |  |  |  |  |  |  |  |  |                                               |  |  |  |
| |                                                              |  |  |  |  |  |  |  |  |                                               |  |  |  |
| | 1. Emma xứ Waldeck và Pyrmont                                |  |  |  |  |  |  |  |  |                                               |  |  |  |
| |                                                              |  |  |  |  |  |  |  |  |                                               |  |  |  |
| |                                                              |  |  |  |  |  |  |  |  |                                               |  |  |  |
| |                                                              |  |  |  |  |  |  |  |  |                                               |  |  |  |
| | 12. Frederick William, Công tước của Nassau-Weilburg         |  |  |  |  |  |  |  |  |                                               |  |  |  |
| |                                                              |  |  |  |  |  |  |  |  |                                               |  |  |  |
| |                                                              |  |  |  |  |  |  |  |  |                                               |  |  |  |
| |                                                              |  |  |  |  |  |  |  |  |                                               |  |  |  |
| | 6. William, Công tước Nassau                                 |  |  |  |  |  |  |  |  |                                               |  |  |  |
| |                                                              |  |  |  |  |  |  |  |  |                                               |  |  |  |
| |                                                              |  |  |  |  |  |  |  |  |                                               |  |  |  |
| |                                                              |  |  |  |  |  |  |  |  |                                               |  |  |  |
| | 13. Thị trưởng Louise Isabelle của Kirchberg                 |  |  |  |  |  |  |  |  |                                               |  |  |  |
| |                                                              |  |  |  |  |  |  |  |  |                                               |  |  |  |
| |                                                              |  |  |  |  |  |  |  |  |                                               |  |  |  |
| |                                                              |  |  |  |  |  |  |  |  |                                               |  |  |  |
| | 3. Helena của Nassau-Weilburg                                |  |  |  |  |  |  |  |  |                                               |  |  |  |
| |                                                              |  |  |  |  |  |  |  |  |                                               |  |  |  |
| |                                                              |  |  |  |  |  |  |  |  |                                               |  |  |  |
| |                                                              |  |  |  |  |  |  |  |  |                                               |  |  |  |
| | 14. Công tước Paul của Württemberg                           |  |  |  |  |  |  |  |  |                                               |  |  |  |
| |                                                              |  |  |  |  |  |  |  |  |                                               |  |  |  |
| |                                                              |  |  |  |  |  |  |  |  |                                               |  |  |  |
| |                                                              |  |  |  |  |  |  |  |  |                                               |  |  |  |
| | 7. Vương nữ Pauline của Württemberg                          |  |  |  |  |  |  |  |  |                                               |  |  |  |
| |                                                              |  |  |  |  |  |  |  |  |                                               |  |  |  |
| |                                                              |  |  |  |  |  |  |  |  |                                               |  |  |  |
| |                                                              |  |  |  |  |  |  |  |  |                                               |  |  |  |
| | 15. Vương nữ Charlotte của Saxe-Hildburghausen               |  |  |  |  |  |  |  |  |                                               |  |  |  |
| |                                                              |  |  |  |  |  |  |  |  |                                               |  |  |  |
| |                                                              |  |  |  |  |  |  |  |  |                                               |  |  |  |

## Vương huy
| Vương huy của Vương hậu Emma của Hà Lan | Vương huy dạng chữ của Vương hậu Emma của Hà Lan |